# بال‌ها (فیلم ۲۰۱۲)

## چکیده داستان
سیکلون ، هواپیمای جوانی به نام آس تصمیم به ضرب و شتم قلدر می گیرد، از یک هواپیمای جنگنده بازنشسته به نام سرهنگ می خواهد که او را برای یک مسابقه مشهور در نمایش هوایی آموزش دهد.

بال‌ها (به روسی: От винта 3D) یک فیلم پویانمایی روسی محصول سال ۲۰۱۲ به کارگردانی en:Olga Lopato است.